# 恩格爾伯特·陶爾斐斯
恩格爾伯特·陶爾斐斯（德語：Engelbert Dollfuß，1892年10月4日—1934年7月25日），奧地利政治人物，基督社會黨籍，1932年－1934年擔任奧地利總理。
陶爾斐斯生於下奧地利的特克辛塔尔。1930年獲任命為國營鐵路的總裁。1931年出任農林部長。
1932年5月出任總理，領導由基督社會黨、鄉村同盟及鄉衛團政治分支組成的脆弱多數聯合政府。1933年3月，議會議長及副議長為了可以在議會中投票而辭職，陶爾斐斯趁機停止議會運作，以緊急法令管治國家，逐漸走向專制。他取缔共产党、奥地利纳粹党和其他反對黨，对外致力于意奥匈3国军事同盟，反对德国吞并奥地利。
1933年9月，陶爾斐斯把他所屬的基督社會黨與其他民族主義及保守派團體合併，成立「祖國陣線」，實施威權一黨專政。
二月事件后，新憲法于1934年5月生效。同年7月25日，在維也納纳粹分子的一次劫持暴动中，在總理官邸遭10名奥地利納粹黨绑架，然后被其中名叫Otto Planetta的纳粹分子开两枪射伤，倒地后流血4小时死亡。

## 生平

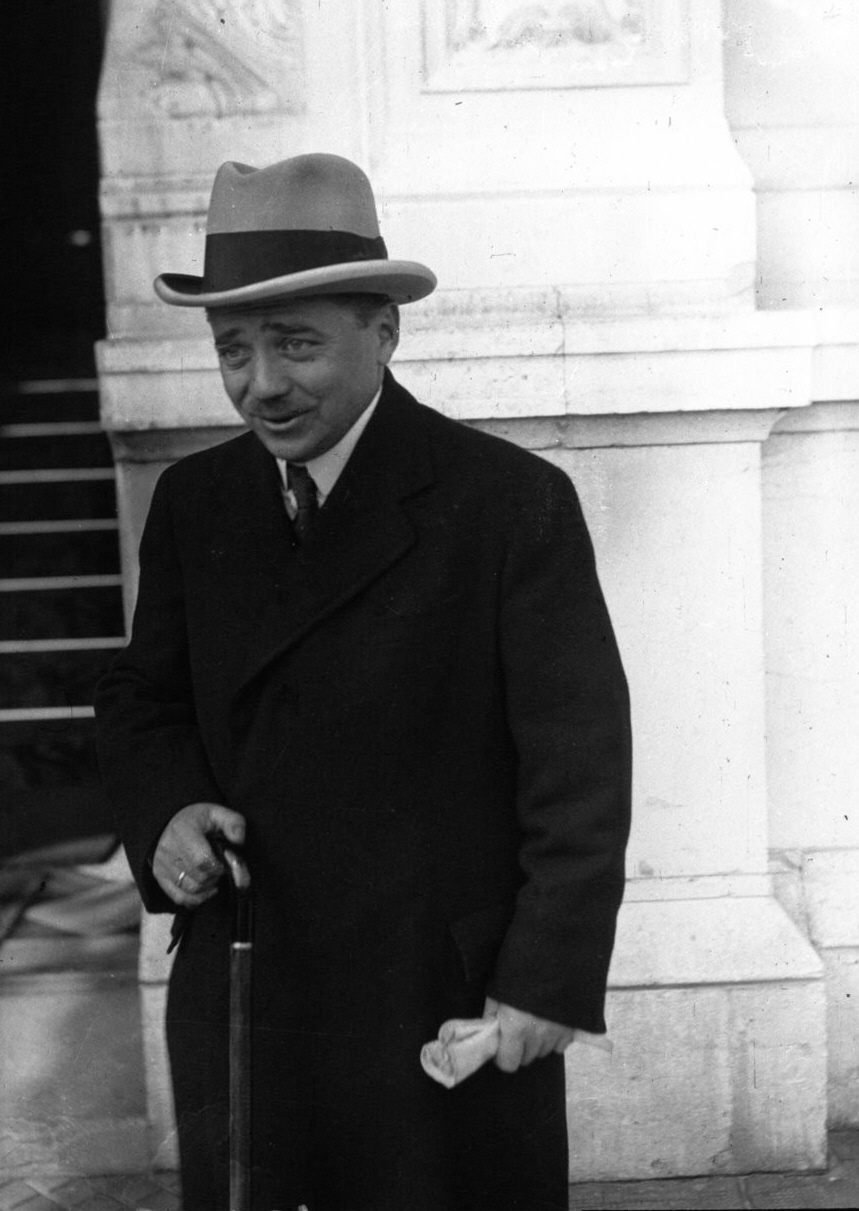

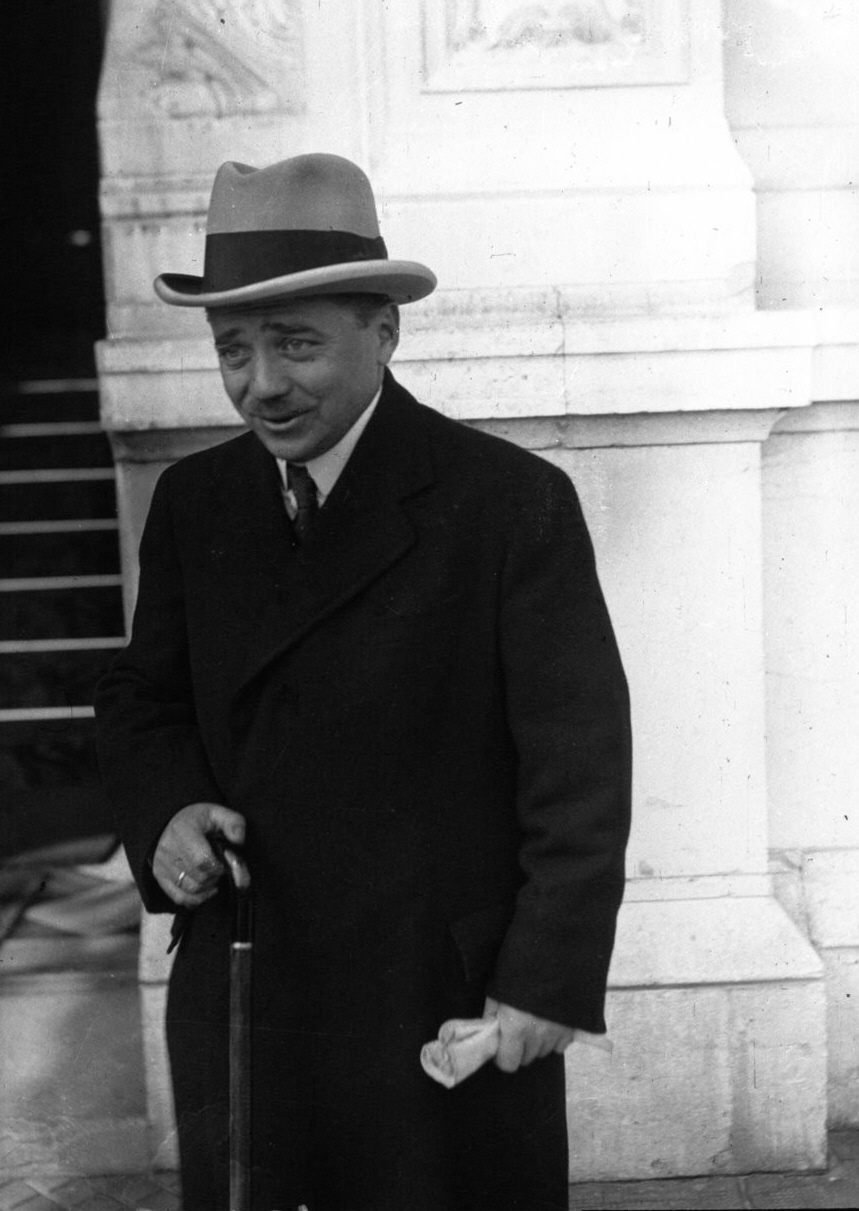